# Lema melanofrons
Lema melanofrons är en skalbaggsart som beskrevs av R. White 1993. Lema melanofrons ingår i släktet Lema och familjen bladbaggar. Inga underarter finns listade i Catalogue of Life.